# Beta-2-stimulerare
Selektiva beta-2-stimulerare (β2-stimulerare), eller beta-2-agonister (β2-agonister), är en grupp läkemedel som vidgar luftrören (bronkdilaterande), vilket minskar symtomen vid astma och KOL.
Läkemedlen fungerar genom stimulering av β2-receptorer, vilket häver sammandragningen av luftrörens muskler och därmed vidgas luftrören.
β2-stimulerare finns både som kortverkande och som långverkande.

## Kortverkande
Kortverkande β2-stimulerare ger effekt efter 5-10 minuter och effekten varar i 1-2 timmar. De kortverkande β2-stimulerare finns som tabletter, injektion, som inandningspreparat i spray- och pulverform till inhalator eller som flytande lösning för nebulisator (t.ex. Pariboy). 
Exempel på läkemedel innehållande kortverkande β2-stimulerare är:
- Bricanyl (terbutalin)
- Buventol (salbutamol)
- Ventoline (salbutamol)
- Ventilasin (salbutamol)
- Berotec (fenoterol)

## Långverkande
Långverkande β2-stimulerare finns som inhalator. Effekten dröjer upp till 1-2 timmar och kvarstår 12-14 timmar. Exempel på läkemedel innehållande långverkande β2-stimulerare är:
- Oxis (formoterol)
- Serevent (salmeterol)
- Formatris (formoterol)
- Foradil (formoterol)

Sedan december 2009 finns även Indakaterol (Onbrez Breezhaler) godkänt som bronkvidgande underhållsbehandling av luftvägsobstruktion hos vuxna patienter med kroniskt obstruktiv lungsjukdom (KOL). Effekten sätter in snabbt, inom 5 minuter och kvarstår under 24 timmar.
Långverkande β2-stimulerare kan ibland kombineras med andra läkemedel, exempelvis vid KOL. Enligt en systematisk översikt, som har kommenterats av SBU, kan en kombination av sådana läkemedel med långverkande antikolinergika möjligen minska risken för personer med KOL att få försämringsperioder och lunginflammation samt möjligen höja livskvaliteten för fler, jämfört med en kombination med kortisonpreparat för inandning, så kallade inhalationssteroider. 

## Biverkningar
Vanliga biverkningar är finvågig tremor (skakningar i händerna), nervositet, rastlöshet och hjärtklappning. Dessa biverkningar är oftast värst i början. Även kaliumnivån i blodet kan sjunka (hypokalemi) framförallt vid höga doser. Allvarligare hjärtbiverkningar är sällsynt/mycket sällsynt.
Många studier har genomförts beträffande säkerheten hos de långverkande preparaten. Studierna visar att åtminstone vissa av de långverkande preparaten (salmeterol och formoterol) kan öka risken för allvarliga astmarelaterade händelser, till exempel astmaorsakad död. Därför får dessa långverkande preparat aldrig tas utan samtidig behandling med inhalationssteroider. Preparaten ska heller aldrig ges om astman är välkontrollerad med enbart inhaltionssteroider.
De kortverkande preparaten (Buventol, Bricanyl, Ventoline m fl) ökar däremot inte risken för allvarliga astmarelaterade händelser.